# Olga Wassiljewna Djakowa
Olga Wassiljewna Djakowa (russisch Ольга Васильевна Дьякова; * 8. Juli 1949 in Soloneschnoje) ist eine sowjetisch-russische Ethnologin und Mittelalterarchäologin.

## Leben
Djakowa stammte aus einer Lehrerfamilie. Von 1964 bis 1966 nahm sie an den archäologischen Altai-Expeditionen des Bijsker Regionalheimatmuseums teil. Sie studierte an der Universität Nowosibirsk (NGU) in der Historischen Abteilung der Fakultät für Humanwissenschaften und schloss das Studium mit Spezialisierung auf Archäologie des Fernen Ostens 1972 ab.
Ab 1972 arbeitete Djakowa im Institut für Geschichte, Archäologie und Ethnographie der Akademie der Wissenschaften der UdSSR in Wladiwostok. Die Aspirantur absolvierte sie im Institut für Geschichte, Philologie und Philosophie (IIFF) der Sibirischen Abteilung der Akademie der Wissenschaften der UdSSR in Nowosibirsk bei Alexei Okladnikow. 1980 verteidigte sie dort mit Erfolg ihre Dissertation über die frühmittelalterliche Keramik des Fernen Ostens der UdSSR (4. bis 10. Jahrhundert) für die Promotion zur Kandidatin der historischen Wissenschaften.
Djakowa verteidigte 1991 ihre Doktor-Dissertation über die Entwicklung der mittelalterlichen Kultur im Fernen Osten der UdSSR mit Erfolg für die Promotion zur Doktorin der historischen Wissenschaften.
Ab 1991 leitete Djakowa die archäologische Amur-Primorje-Expedition. 1994 wurde sie Leiterin des Laboratoriums für Amur-Archäologie und 2003 Leiterin der Archäologie-Abteilung des Instituts für Geschichte, Archäologie und Ethnographie der Völker des Fernen Ostens der Fernost-Abteilung der Russischen Akademie der Wissenschaften in Wladiwostok.
Djakowa lehrte 1992–1993 und 1998–2003 als Professorin am Lehrstuhl für Koreakunde und Japanologie der Staatlichen Technischen Universität des Fernen Ostens in Wladiwostok, den sie seit 2003 leitet. Seit 2003 leitet sie auch die Sektion für Kultur-Anthropologie der Gesellschaft zur Erforschung der Amur-Region der Russischen Geographischen Gesellschaft.
Djakowas Forschungsschwerpunkte sind die Mohe-, Balhae- und Jurchen-Kultur. 2016 erschien Djakowas Buch über die Kurgane in der Primorje-Region von der Kupferzeit bis zum späten Mittelalter.